# Brandcompartimentering
Brandcompartimentering is het onderverdelen van een gebouw in brandcompartimenten door middel van brandscheidingen, om zo branddoorslag c.q. brandoverslag van het ene compartiment naar het andere tegen te gaan. Tevens worden op deze manier vluchtwegen gemaakt, waarlangs de aanwezige mensen het gebouw tijdig kunnen verlaten.
In Nederland is in het Bouwbesluit 2012 onder meer vastgelegd hoe groot deze compartimenten dienen te zijn en welke brandwerendheid de wanden en deuren moeten hebben.
In België is er het koninklijk besluit van 7 juli 1994 tot vaststelling van de basisnormen voor de preventie van brand en ontploffing waaraan de nieuwe gebouwen moeten voldoen. Dit KB wordt regelmatig gewijzigd, de meest recente aanpassingen dateren van het KB van 7 juli 2012. In 6 bijlagen worden specifieke domeinen behandeld:
- Bijlage 1: terminologie
- Bijlage 2: lage gebouwen
- Bijlage 3: middelhoge gebouwen
- Bijlage 4: hoge gebouwen
- Bijlage 5: brandreactie van materialen
- Bijlage 6: industriële gebouwen

Voor bestaande gebouwen met een openbare functie, wordt vaak gebruikgemaakt van Belgische normen. Zo worden bestaande schoolgebouwen typisch getoetst aan NBN S 21-204.